# Ligamentum hyo-epiglotticum

A gége szalagjai

A ligamentum hyo-epiglotticum egy rugalmas és apró, mindössze kb. 1 cm hosszú szalag a nyelvcsont (os hyoideum), a gégefedőporc (cartilago epiglottica) és a nyelvgyökér fasciája között. A gégefedőt húzza a nyelvcsonthoz.

## Szerkezet
Rugalmas sáv, mely az epiglottis elülső felületét köti össze a nyelvcsont testének felső határával.
A nyelvcsont nyelvi részén és a pars hyoideuson egyaránt ered.

## Klinikai jelentőség
Klinikai jelentősége a közvetlen laringoszkópia területén mutatható ki: ekkor a laringoszkóp pengéje a vallecula epiglottica felületére kerül, majd annak előre mozgatása az epiglottis szalag általi előremozdulását okozza, amely láthatóvá teszi a glottist.

### Az öregedésben
Szavacubasi  et al. 2009-ben kimutatták, hogy a ligamentum hyoepiglotticum izom-, kollagén- és rugalmasrost-száma egyaránt kisebb idősebb, mint fiatalabb emberekben. Ez több betegséggel, például az aspirációval, az obstruktív alvási apnoéval és a laryngomalaciával is összefügghet.

## Fordítás
Ez a szócikk részben vagy egészben  a   Hyoepiglottic ligament című angol Wikipédia-szócikk ezen változatának fordításán alapul.  Az eredeti cikk szerkesztőit annak laptörténete sorolja fel. Ez a jelzés csupán a megfogalmazás eredetét és a szerzői jogokat jelzi, nem szolgál a cikkben szereplő információk forrásmegjelöléseként.